# Ацик
Ацик (арм. Հացիկ) — село в марзе Армавир Республики Армения.

## География
Село находится в 8 километрах к северо-востоку от города Армавир, административного центра области. Абсолютная высота — 880 метров над уровнем моря.

## История

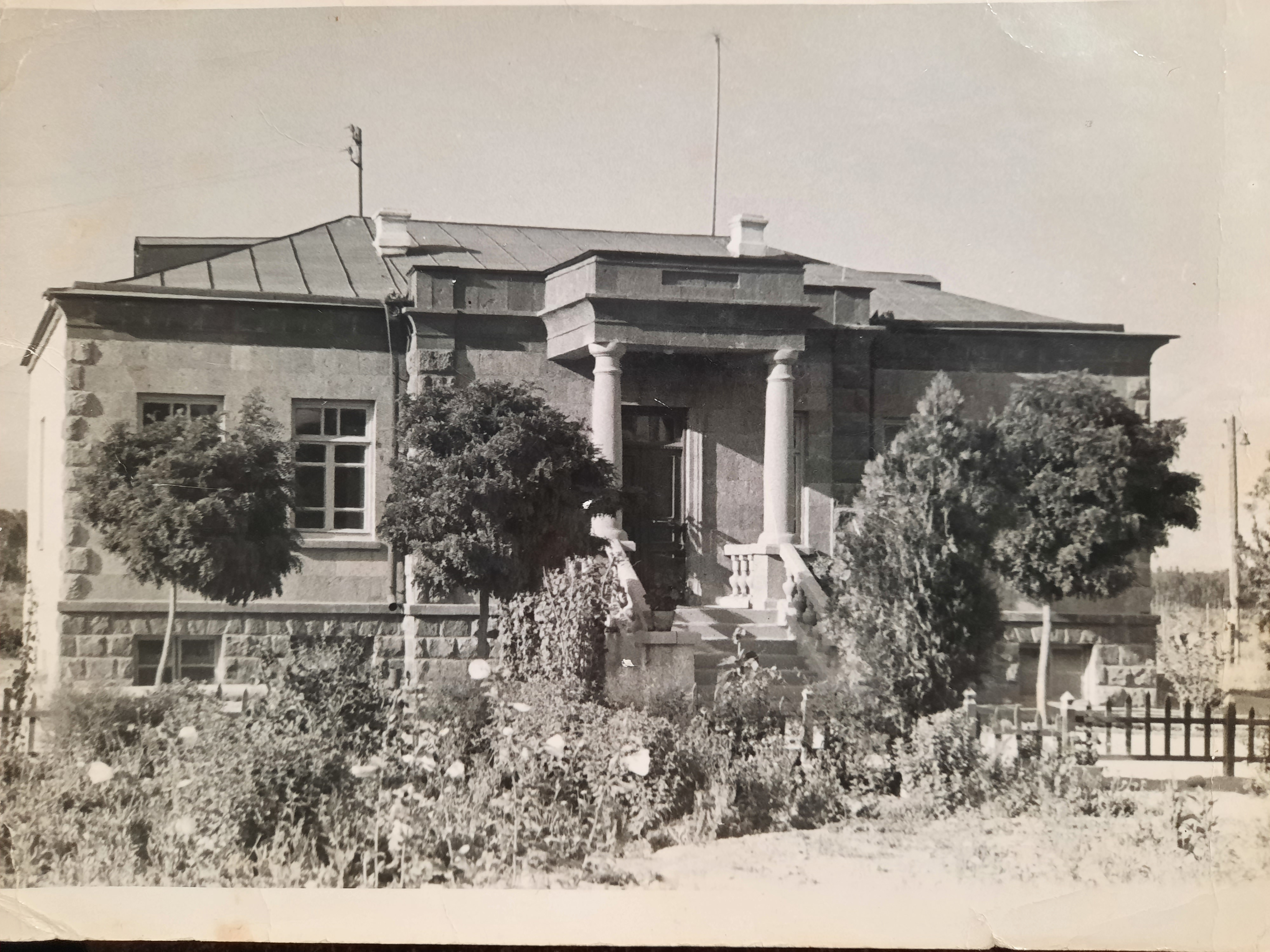
Дом основателя и первого директора совхоза Зораба Хачатряна.

Основан в 1933 году как совхоз им. Ворошилова. Директором совхоза со дня основания до конца пятидесятых был Хачатрян Зораб Григорьевич. С тех времён и до сих пор село неофициально называют «4-м совхозом». В 1963 году присвоен статус рабочего поселка и переименован в имени Наири. В 1991 г. переименован в Ацик.

## Население
| Год переписи | Население          | Население          | Население          | Население            | Население            | Население            |
| Год переписи | Наличное население | Наличное население | Наличное население | Постоянное население | Постоянное население | Постоянное население |
| Год переписи | Всего              | Мужчины            | Женщины            | Всего                | Мужчины              | Женщины              |
| ------------ | ------------------ | ------------------ | ------------------ | -------------------- | -------------------- | -------------------- |
| 1931         |                    |                    |                    | 43                   |                      |                      |
| 1959         |                    |                    |                    | 1384                 |                      |                      |
| 1970         |                    |                    |                    | 2163                 |                      |                      |
| 1979         |                    |                    |                    | 2201                 |                      |                      |
| 2001         | 2372               | 1175               | 1197               | 2567                 | 1272                 | 1295                 |
| 2011         | 2299               | 1124               | 1175               | 2331                 | 1148                 | 1173                 |